# Maurice Jeanneret
 (mai 2024).
Maurice Jeanneret, né le 12 août 1886 à Saint-Imier (originaire du Locle) et mort le 13 décembre 1953 à Lausanne, est un médecin et une personnalité politique vaudois.

## Biographie
Maurice Jeanneret naît le 12 août 1886 à Saint-Imier, dans le canton de Berne. Il est originaire du Locle, dans le canton de Neuchâtel.
Il fait ses études de médecine à Lausanne où il ouvre son cabinet rue de Bourg en 1912, et rencontre une jeune universitaire russe, Louba Minkine, venue à Lausanne en 1904 faire ses études de médecine. Médecin volontaire en Serbie en 1914-1915, Maurice Jeanneret publie ses observations sur le typhus exanthématique. Par la suite, il s'engage dans la lutte contre la tuberculose, actif dans la promotion de la santé publique.
Médecin mais aussi anarchiste anticlérical, Maurice Jeanneret fonde en 1923 une coopérative de construction et en 1929 un groupe d'éclaireurs ouvriers (Avant-Coureurs). À la suite des événements du 9 novembre 1932, il est emprisonné pour injure au drapeau. Le militant a aussi été durant de longues années un député : membre du législatif lausannois (1918-1933, 1946-1953), député au Grand Conseil vaudois (1921-1925, 1938-1941, 1945-1949, 1953), puis enfin conseiller national enfin (1947-1952).
En 1939, partisan de Léon Nicole, il est l'un des principaux fondateurs de la Fédération socialiste suisse (1939-interdite en 1941), il préside de 1945 à sa mort le Parti ouvrier populaire, section vaudoise du Parti suisse du Travail.
Maurice Jeanneret-Minkine meurt à Lausanne le 13 décembre 1953.

## Autres sources
- Fonds : Maurice Jeanneret-Minkine (1886 - 1994) [1,10 mètre linéaires].  Cote : CH-000053-1 PP 820. Archives cantonales vaudoises (présentation en ligne).
- « Maurice Jeanneret », sur la base de données des personnalités vaudoises sur la plateforme « Patrinum » de la Bibliothèque cantonale et universitaire de Lausanne.
- Pierre Jeanneret, Un itinéraire politique à travers le socialisme en Suisse romande : la vie du Dr Maurice Jeanneret-Minkine (1886-1953), 1991
- Parti Suisse du Travail / POP
- « Maurice Jeanneret » dans le Dictionnaire historique de la Suisse en ligne.